# Designer Outlets Wolfsburg
Die Designer Outlets Wolfsburg sind ein Factory-Outlet-Center in Wolfsburg. Über 90 Hersteller verkaufen hier Markenartikel zu reduzierten Preisen. Betrieben werden die Designer Outlets Wolfsburg von der Londoner Outlet Centres International (UK) Ltd.

## Beschreibung
Die Designer Outlets Wolfsburg sind das erste innerstädtische Designer Outlet Center in Deutschland. Die ellipsenförmigen Hauptgebäude des Centers symbolisieren Schiffe, die am Ufer des Mittellandkanals angelegt haben. Sie befinden sich neben dem Science Center phæno auf dem ehemaligen Gelände der Stadtwerke Wolfsburg, die für den Bau der Designer Outlets Wolfsburg 2006 den Betriebshof ihrer Tochtergesellschaft Wolfsburger Verkehrs GmbH abriss. In unmittelbarer Nähe der Designer Outlets Wolfsburg liegen der ICE-Hauptbahnhof, das Volkswagenwerk und die Volkswagen Arena, das Stadion des VfL Wolfsburg. Die Autostadt als Erlebnispark des Volkswagen-Konzerns liegt in Sichtweite auf der anderen Seite des Mittellandkanals und ist durch eine Fußgängerbrücke erreichbar. In circa fünf Minuten gelangt man zu Fuß in das in südlicher Richtung liegende Stadtzentrum.
Entworfen wurde das Gebäude-Ensemble von dem Architekten Gerd Graf aus Montabaur. Es wurde am 15. Dezember 2007 eröffnet. Auf einer Verkaufsfläche von 10.000 m² boten anfangs über 45 Hersteller ihre Waren an. Die reduzierten Markenartikel stammen aus der Vorsaison, Musterkollektionen, Produktionsüberschüssen und 1b-Ware.
In einer zweiten Bauphase, die sechs Monate dauerte und im Dezember 2013 endete, wurde auf dem Gelände des Outlet-Centers ein drittes ellipsenförmiges Geschäftsgebäude fertiggestellt. Die Verkaufsfläche vergrößerte sich um 6000 m² auf insgesamt 16.000 m². Sie bietet Platz für 25 neue Geschäfte aus den Bereichen Einzelhandel, Gastronomie und Dienstleistung. Es entstanden rund 150 zusätzliche Arbeitsplätze, wodurch sich die Mitarbeiterzahl des Outlet Centers auf ca. 450 erhöhte.
Seit ihrer Eröffnung haben die Designer Outlets Wolfsburg jährlich über eine Million Besucher. Im Jahr 2011 wurde erstmals die 1,5-Millionen-Marke überschritten. Fast die Hälfte der Besucher kommt aus einem Einzugsgebiet von mehr als 50 Kilometern Entfernung (unter anderem aus den Großstädten Hamburg, Bremen und Hannover).
Im April 2016 wurde bekannt, dass die Bayerische Versorgungskammer das Designer Outlet erworben hat.
Seit Anfang 2017 befand sich das Designer Outlet in einer dritten Bauphase. Es entstand ein weiteres ellipsenförmiges Gebäude, das am 24. Oktober 2018 eröffnet wurde und die Zahl der Läden auf 90 stiegen ließ. Die bauliche Erweiterung ließ die Verkaufsfläche auf 17.500 m² anwachsen.

## Marken
Folgende Markenanbieter sind unter anderem in den Designer Outlets Wolfsburg mit eigenen Geschäften vertreten:
Fashion und Lifestyle
| - Atelier Torino - Boss - Brax - Bugatti - Calvin Klein - Camel Active - Cecil - Cinque - Coach - Crocs - Desigual | - Gant - G.K. Mayer Shoes - Garcia - G-Star RAW - Guess - Jack Wolfskin - Jack&Jones - Joop - Levi’s - Liebeskind - Marc O’Polo | - Marvelis - Michael Kors - Möve - Name it - Only - Pepe Jeans - Petrol industries - Rich & Royal - Roy Robson - Seidensticker - Sigikid | - Skechers - Street One - Superdry - Tom Tailor - Tom Tailor Denim - Tom Tailor Kids - Tommy Hilfiger - van Laack - Vans - Vero Moda - Wellensteyn - Wilvorst |

Sportswear und -style
- Adidas
- Columbia
- Mammut
- Nike Factory Store
- O’Neill, Inc.
- Puma
- The North Face

Strümpfe und Unterwäsche
- Boss
- Bruno Banani
- Calida
- Calvin Klein Underwear
- Falke
- Hunkemöller
- Schiesser

Uhren und Schmuck
- Claire's
- Coach
- Guess
- Michael Kors
- Swarovski

Home und Lifestyle
| - Bassetti - Cattier Paris - Emsa - Hutschenreuther - Kneipp - Krups | - Lagostina - Le Creuset - Moulinex - Möve - Rituals - Rosenthal | - Rösle - Rowenta - Tefal - Thomas - WMF |

Food
- Dean & David
- Five Guys
- Frittenwerk
- Grillpavillon
- Haribo
- L'Osteria
- La Crêperie
- Lindt
- Starbucks
- Storck